# فالميرا
فالميرا واسمها الألماني هو فولمار وهي أكبر مدينة في منطقة فيدزيم في لاتفيا وتبلغ مساحتها 18.1 كيلومترا مربعاً. تقع وسط مقاطعة فالمييراس. بلغ عدد سكان فالميرا عام 2002 حوالي 27،323 نسمة. تبعد 100 كيلومتر من ريغا عاصمة لاتفيا و 50 كيلومترا من الحدود مع استونيا.

## توأمة
لفالميرا اتفاقيات توأمة مع كل من:
- هاله
- Høje-Taastrup Municipality [الإنجليزية]‏
- Marly, Nord [الإنجليزية]‏
- بسكوف
- بلدية سولنا
- فيلياندي
- Zduńska Wola [الإنجليزية]‏

## أعلام
- دافيس بيرتانز
- ماريس سترومبيرجس
- دايريس بيرتانس
- يوهان إدوارد إردمان